# Lurisia
 (mai 2022).
La mise en forme du texte ne suit pas les recommandations de Wikipédia : il faut le « wikifier ».
Les points d'amélioration suivants sont les cas les plus fréquents. Le détail des points à revoir est peut-être précisé sur la page de discussion.
- Les titres sont pré-formatés par le logiciel. Ils ne sont ni en capitales, ni en gras.
- Le texte ne doit pas être écrit en capitales (les noms de famille non plus), ni en gras, ni en italique, ni en « petit »…
- Le gras n'est utilisé que pour surligner le titre de l'article dans l'introduction, une seule fois.
- L'italique est rarement utilisé : mots en langue étrangère, titres d'œuvres, noms de bateaux, etc.
- Les citations ne sont pas en italique mais en corps de texte normal. Elles sont entourées par des guillemets français : « et ».
- Les listes à puces sont à éviter, des paragraphes rédigés étant largement préférés. Les tableaux sont à réserver à la présentation de données structurées (résultats, etc.).
- Les appels de note de bas de page (petits chiffres en exposant, introduits par l'outil «  Source ») sont à placer entre la fin de phrase et le point final[comme ça].
- Les liens internes (vers d'autres articles de Wikipédia) sont à choisir avec parcimonie. Créez des liens vers des articles approfondissant le sujet. Les termes génériques sans rapport avec le sujet sont à éviter, ainsi que les répétitions de liens vers un même terme.
- Les liens externes sont à placer uniquement dans une section « Liens externes », à la fin de l'article. Ces liens sont à choisir avec parcimonie suivant les règles définies. Si un lien sert de source à l'article, son insertion dans le texte est à faire par les notes de bas de page.
- La présentation des références doit suivre les conventions bibliographiques. Il est recommandé d'utiliser les modèles {{Ouvrage}}, {{Chapitre}}, {{Article}}, {{Lien web}} et/ou {{Bibliographie}}. Le mode d'édition visuel peut mettre en forme automatiquement les références.
- Insérer une infobox (cadre d'informations à droite) n'est pas obligatoire pour parachever la mise en page.

Pour une aide détaillée, merci de consulter Aide:Wikification.
Si vous pensez que ces points ont été résolus, vous pouvez retirer ce bandeau et améliorer la mise en forme d'un autre article.
Lurisia ( Luřisa en piémontais) est une fraction de la commune de Roccaforte Mondovì ( Cuneo ), au pied du Monte Pigna (1768 m) dans les Alpes liguriennes.
Elle abrite une station de ski et un établissement thermal, les Terme di Lurisia.
La population est d'environ 200 habitants, mais elle peut atteindre 1000 personnes pendant les vacances d'été et d'hiver. La superficie de la fraction est d'environ 12 km².
Lurisia est situé à 13 km de la frontière avec la France, même s'il n'y a pas de routes y menant.
Le nom du lieu dérive sans doute du piémontais losa, terme avec lequel sont appelées les pierres plates du ruisseau homonyme, qui avant de prendre le nom actuel était connu sous le nom de « Loresa » puis « Lorica ».

## Histoire
Le hameau est situé dans la vallée traversée par le ruisseau homonyme qui, n'ayant pas d'exutoires, n'a jamais été traversé. Cependant, il a certainement été habité depuis la préhistoire, comme les vallées contiguës d'Ellero et de Pesio . La vallée fut ensuite conquise par les Romains et convertie au christianisme vers l'an 300 ; elle subit ensuite divers raids sarrasins ainsi que diverses annexions, dont celle des comtes de Morozzo (901), Breo, du district de Mondovì (à partir de 1243), jusqu'à ce qu'elle passe finalement au Duc de Savoie en 1559.
Au XVIe siècle, les premières informations concernant le hameau apparaissent à partir de manuscrits et de diverses archives (municipales et paroissiales) ; le principal produit de la vallée était constitué de châtaignes. Au début du XIXe siècle, la ville, comme le reste de la région, fut soumise aux troupes napoléoniennes et assignée à la juridiction de Chiusa Pesio. À la fin du XIXe siècle, les différentes migrations (notamment vers le sud de la France voisine) entraînent un dépeuplement progressif de la localité.
Au début du XXe siècle, une découverte importante a considérablement changé la fortune du pays. Dans les carrières de Losa "Nivolano", juste en amont de la zone habitée, une source radioactive contenant du radium et aux propriétés bénéfiques particulières a été découverte par les mineurs ; tout cela a confirmé ce que certaines légendes historiques ont transmis qui racontaient les propriétés miraculeuses de l'eau de cette région et que les animaux mourants qui buvaient à la source revenaient soudainement à un état de bien-être.

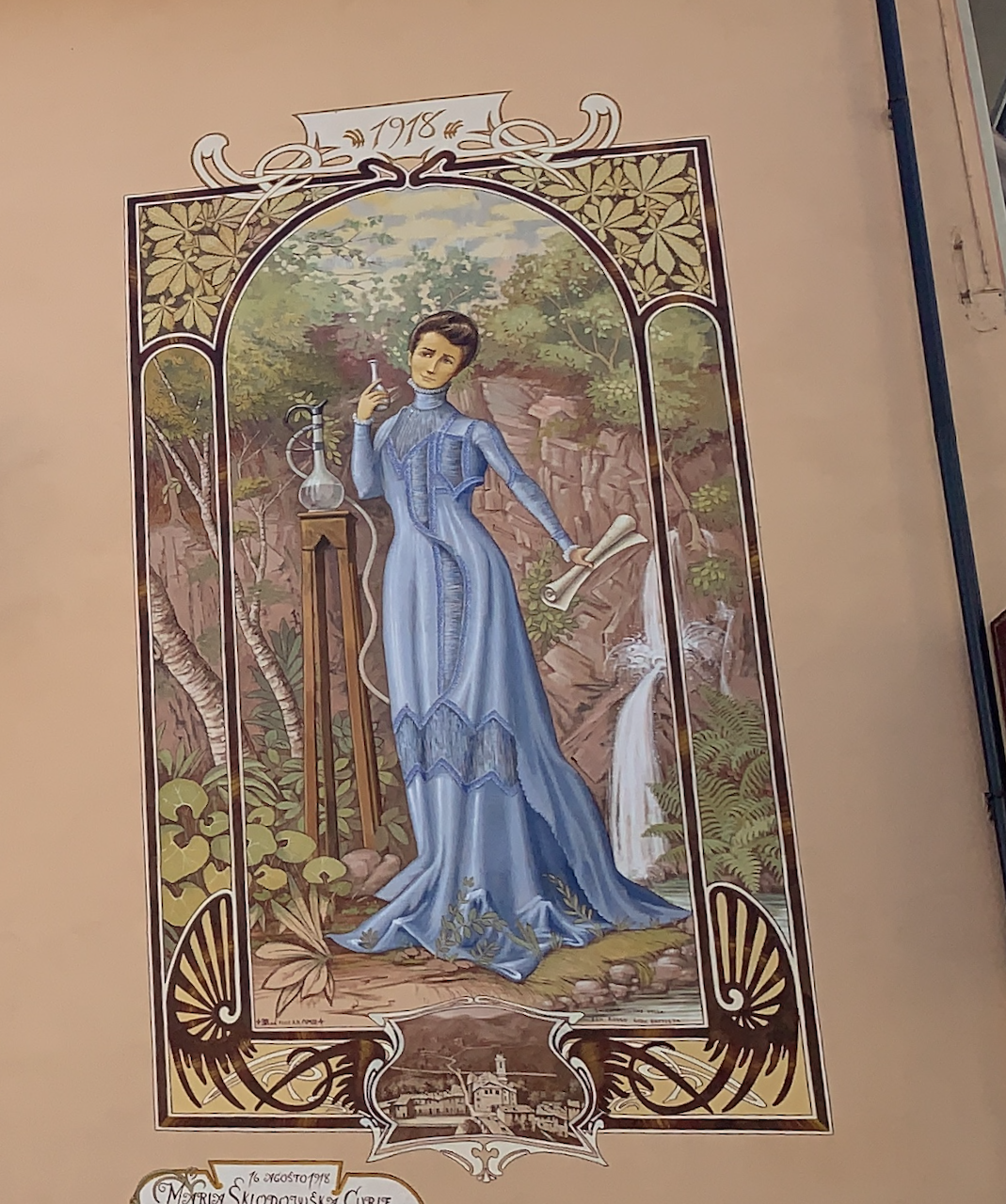
Fresque sur une maison du village commémorant la visite de Madame Curie

Les propriétés de l'eau ont été confirmées par la physicienne prix Nobel de physique, Marie Curie, venue à Lurisia le 16 août 1918, initialement invitée par le ministère de la Guerre pour évaluer une éventuelle utilisation de matière radioactive (en particulier l'autunite dont on extrait l'uranium) à des fins de guerre.
En août 1940, la station thermale a été ouverte et plus tard le système d'embouteillage de l'eau avec le symbole historique du mineur (qui rappelle la façon dont la source a été découverte) toujours présent aujourd'hui. Après la Seconde Guerre mondiale, la localité a connu un flux touristique impressionnant, en raison de l'ouverture des installations thermales et de ski : dans les années 70, il y avait jusqu'à 17 hôtels ouverts en même temps, ainsi que de nombreux restaurants, des activités commerciales, une discothèque et un nombre considérable de résidences secondaires.
Dans les années suivantes, cependant, le peu de chutes de neige et la construction de nouvelles stations de ski situées à proximité, à des altitudes plus élevées (Prato Nevoso et Artesina), ont réduit la population touristique qui, cependant, surtout en été, reste considérable, attirée par les thermes et les différentes excursions possibles dans la région. Ces dernières années, il a été proposé de construire un Skydome juste en amont du hameau (dans la vallée d'Asili, où commencent les remontées mécaniques), mais le projet n'est pas encore terminé.

## Points d'intérêts

### Architectures religieuses

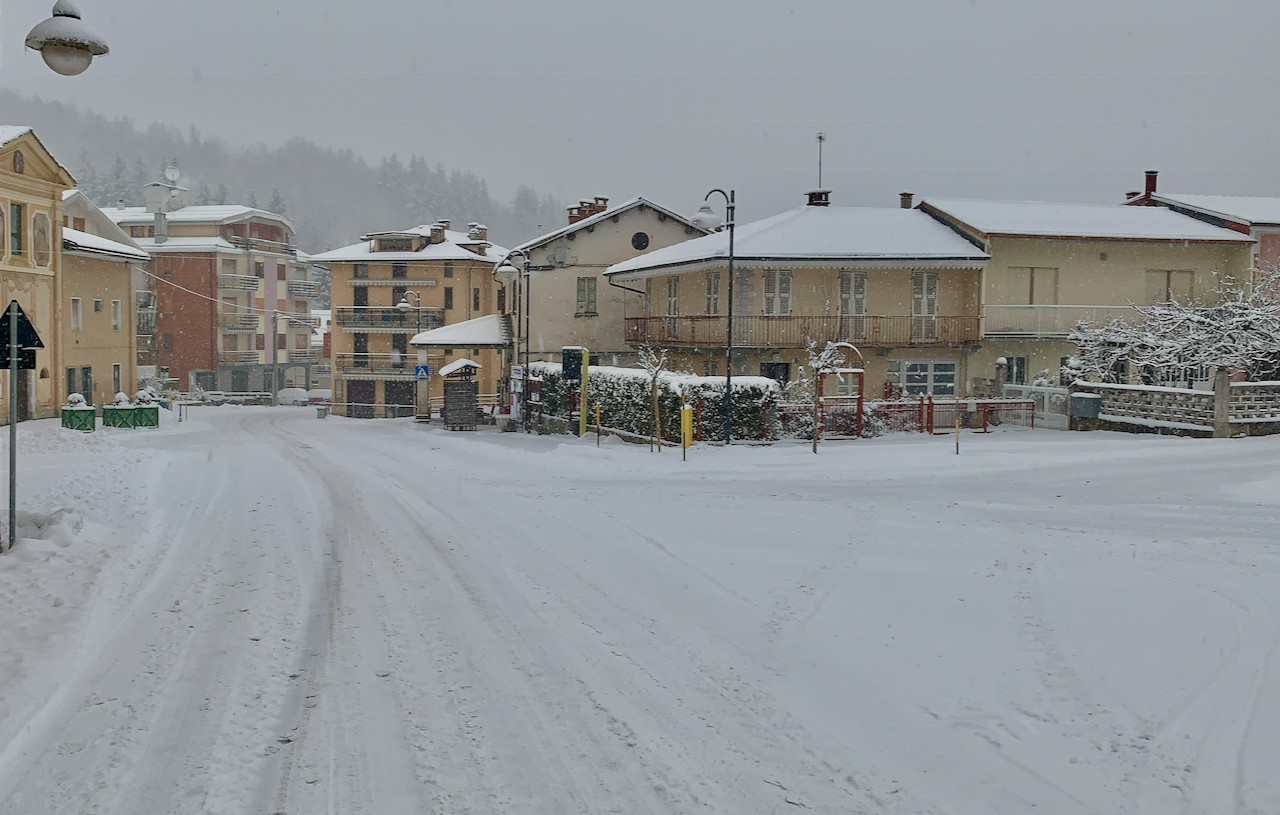
La place de Lurisia lors d'une chute de neige

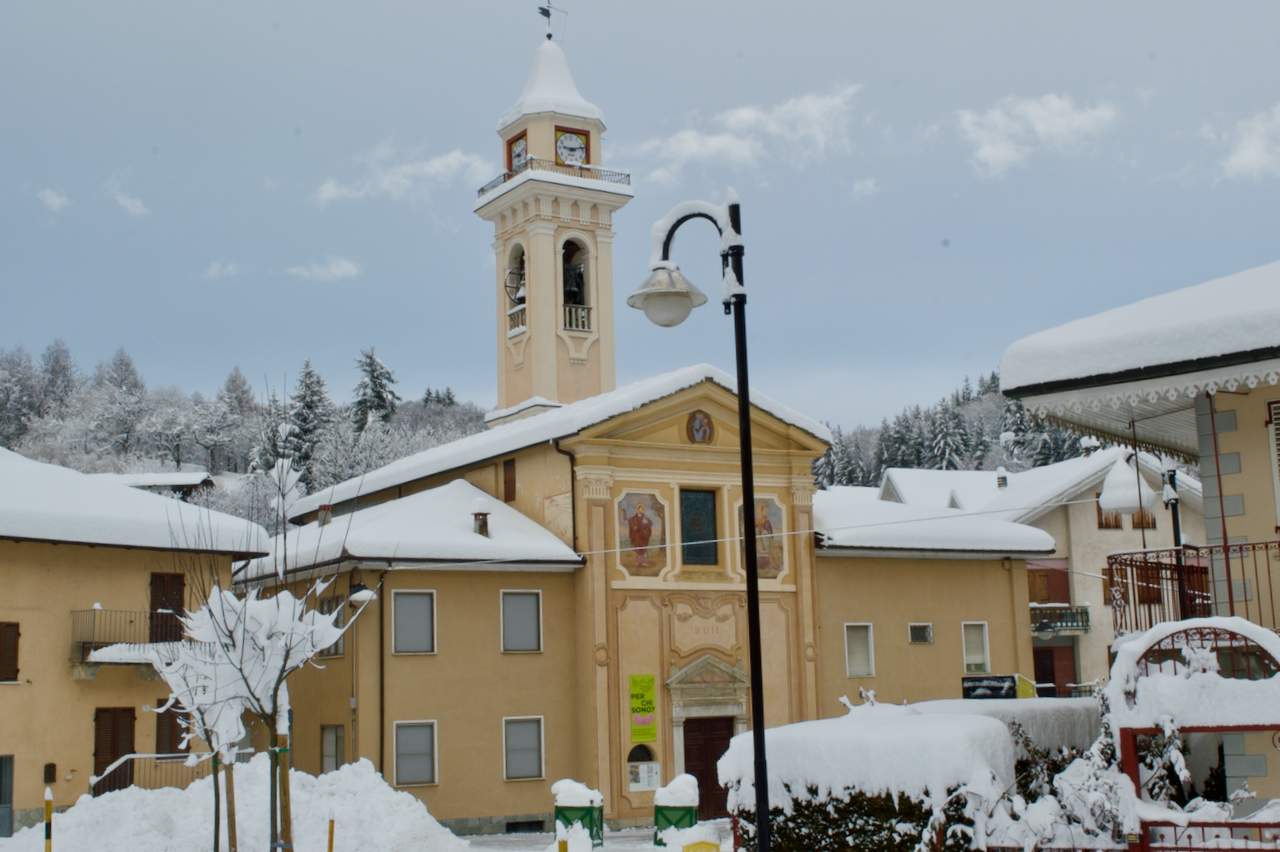
L'église de Lurisia après une chute de neige

L'église paroissiale de Lurisia est dédiée au Saint Nom de Marie et sa construction remonte au XVIIIe siècle, extension d'une chapelle du XVIIe siècle qui a subi diverses rénovations entre 1742 et 1811 ; le clocher date plutôt de 1892.
Parmi les différentes œuvres présentes à l'intérieur de l'église, le chœur en bois, sculpté en bas-relief à Certosa di Pesio est notable. En 2000, les trois fenêtres de l'abside ont été réalisées en verre soufflé de Venise.
En dehors de l'agglomération se trouve la chapelle Olocco, construite à l'emplacement où se trouvait un pylône contenant une statuette en bois de la Vierge. L'église est accessible à pied en une heure environ en partant de la station thermale, ou de Vigna (hameau de la commune voisine de Chiusa di Pesio ) par une route carrossable
.

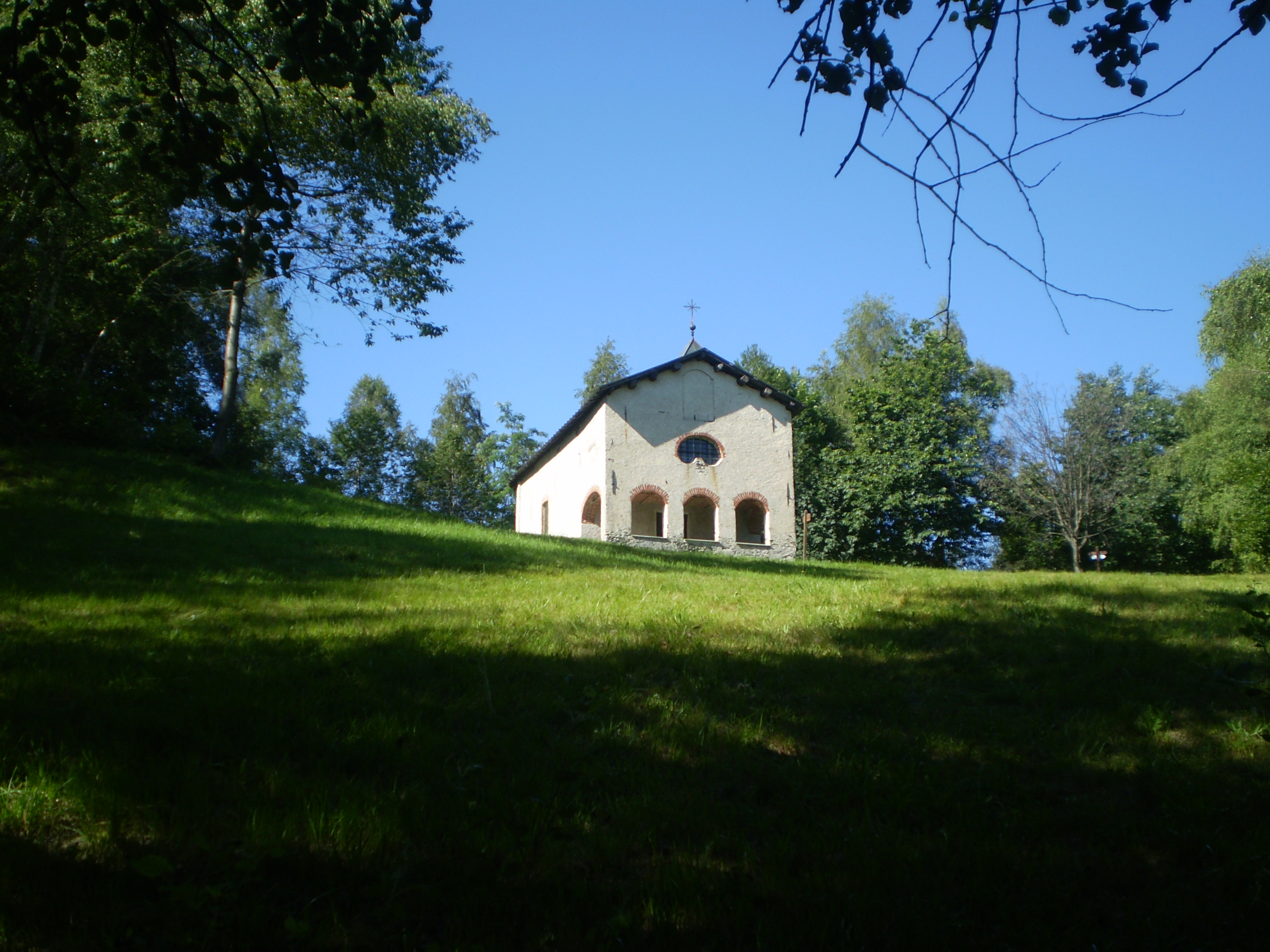
La chapelle Olocco

Dans le hameau se trouvent les installations de Monte Pigna, construites à partir des années 1960. Les pistes couvrent une extension totale d'environ 40 km et sont desservis par 5 remontées mécaniques (Bucaneve, Margherita, Pineta, Betulla et Genzianella) et un tapis roulant ; enfin il y a une télécabine biplace, qui a remplacé en 2008 l'ancienne télébenne ; les pistes présentent un bon degré de difficulté technique et se déroulent entre les 800 m d'altitude du départ des remontées mécaniques et les 1768 m du Monte Pigna,.
L'exposition nord-ouest des pistes favorise un bon enneigement en saison "normale", en tout cas complété par un enneigement artificiel desservant partiellement la station. De plus, à haute altitude, il y a un anneau de ski de fond d'environ 2 kilomètres. La télécabine est normalement également ouverte pendant la saison estivale les week-ends et dans les semaines centrales d'août.

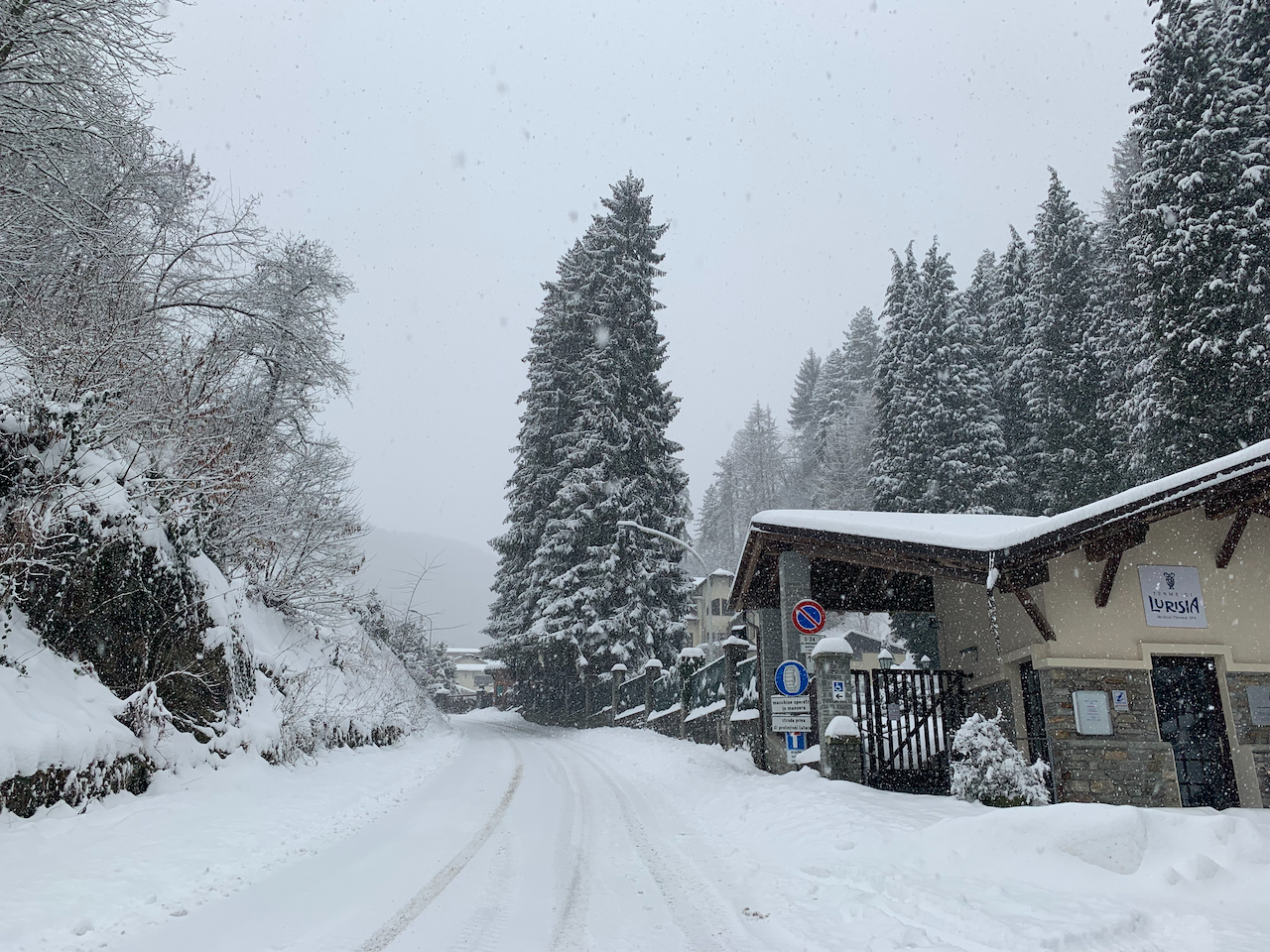
L'entrée au spa

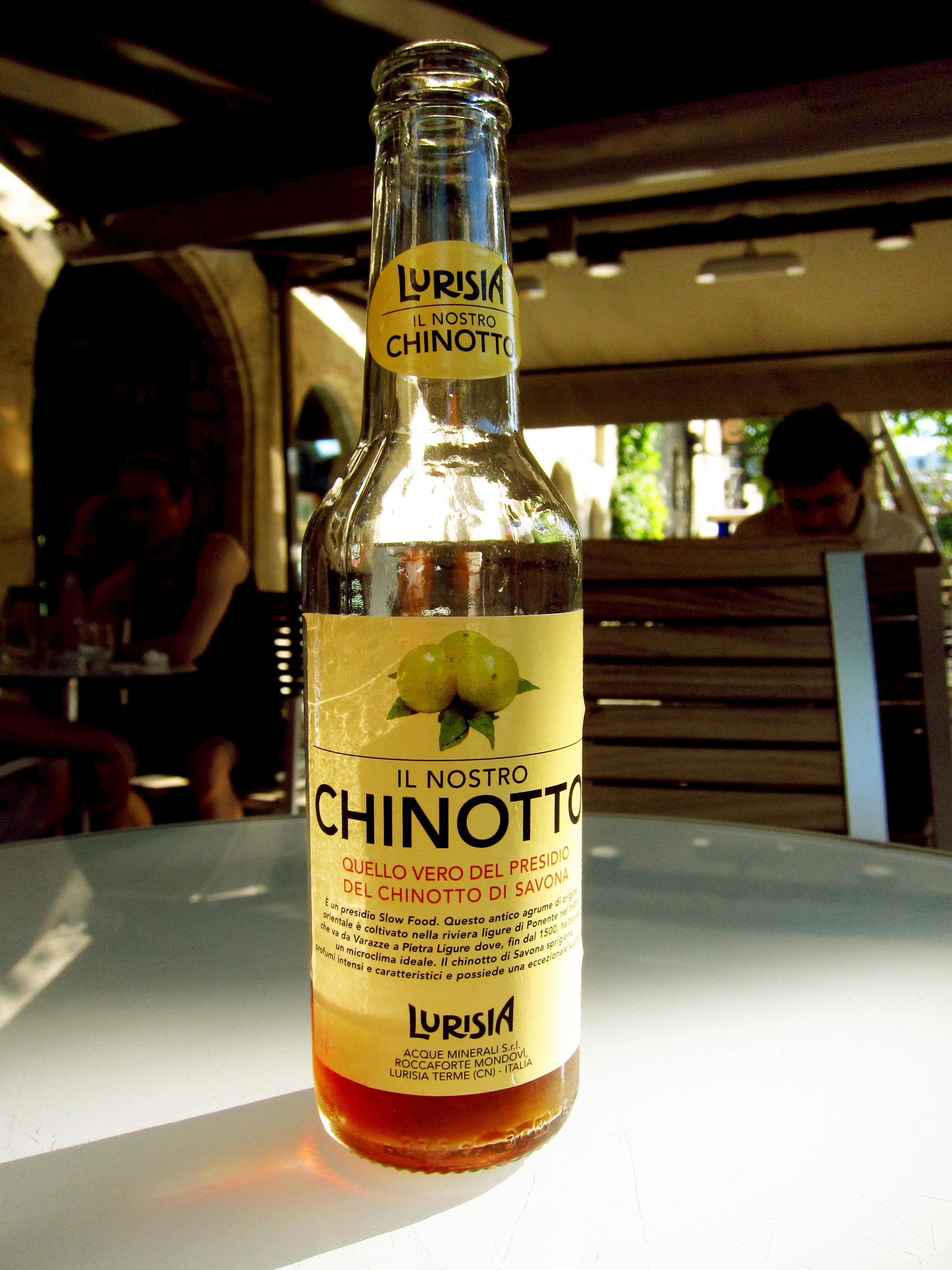
Chinotto Lurisia

À Lurisia il y a un établissement thermal, les Termes de Lurisia. L'usine utilise des sources d'eau radioactive qui ont été étudiées en profondeur par la physicienne polonaise Marie Curie en 1918. L'usine est active depuis 1940 et est de "niveau 1 Super" ; elle exerce des activités en tant que centre de bien-être, mais aussi en tant que centre de santé, grâce à un accord avec le Service national de santé .
Parmi les invités illustres, il y avait aussi quelques présidents de la république (Luigi Einaudi et Giovanni Gronchi ), l'honorable Nenni et le président de Fiat Giovanni Agnelli. L'usine est également liée à une activité d'embouteillage d'eaux minérales et de boissons non alcoolisées, commercialisées sous la marque Lurisia En septembre 2019, le centre industriel, à l'exception du parc thermal, a été acquis par The Coca-Cola Company.
La fête patronale se tient généralement le deuxième week-end de septembre et est dédiée au Très Saint Nom de Marie.
Chaque année, en juillet, ont lieu les Cours internationaux de Musique, organisés par l'association culturelle "G. De Santi".